# 最短路径快速算法
最短路径快速算法（英語：Shortest Path Faster Algorithm (SPFA)），国际上一般认为是带有队列优化的Bellman-Ford 算法，一般仅在中国大陆被称为SPFA，是一个用于求解有向带权图单源最短路径的算法。这一算法在随机的稀疏图上表现出色，并且适用于带有负边权的图。 然而SPFA在最坏情况的时间复杂度与 Bellman-Ford 算法相同，因此在非负边权的图中使用堆优化的Dijkstra 算法效率可能优于SPFA。 SPFA算法首先在1959年由Edward F. Moore作为广度优先搜索的扩展发表，相同算法在1994年由段凡丁重新发现。

## 算法
给定一个有向带权图{\displaystyle G=(V,E)}和一个源点{\displaystyle s}，SPFA算法可以计算从{\displaystyle s}到图中每个节点{\displaystyle v}的最短路径。其基本思路与 Bellman-Ford 算法相同，即每个节点都被用作用于松弛其相邻节点的备选节点。但相较于 Bellman-Ford 算法，SPFA算法的先进之处在于它并不盲目地尝试所有节点，而是维护一个备选的节点队列，并且仅有节点被松弛后才会将其放入队列中。整个流程不断重复，直至没有节点可以被松弛。
下面是这个算法的伪代码。这里的{\displaystyle Q}是一个备选节点的先进先出队列，{\displaystyle w(u,v)} 是边{\displaystyle (u,v)}的权值。

一个基于欧氏几何距离的SPFA算法。红线是当前状态下的各条最短路径。蓝线表示松弛发生的地方，也即通过在中用节点连接可以给出一条从源点到更短的路径

```
 
procedure
 Shortest-Path-Faster-Algorithm(
G
, 
s
)
  1    
for
 each vertex 
v
 ≠ 
s
 in 
V
(
G
)
  2        d(
v
) := ∞
  3    d(
s
) := 0
  4    offer 
s
 into 
Q

  5    
while
 
Q
 is not empty
  6        
u
 := poll 
Q

  7        
for
 each edge (
u
, 
v
) in 
E
(
G
)
  8            
if
 d(
u
) + w(
u
, 
v
) < d(
v
) 
then

  9                d(
v
) := d(
u
) + w(
u
, 
v
)
 10                
if
 
v
 is not in 
Q
 
then

 11                    offer 
v
 into 
Q
```

对于无向图，将每条无向边视作两条有向边以采用 SPFA 算法。

## 最坏情况下的性能
下面是一种触发该算法低性能表现的数据构造方式。假设要求从节点1到节点{\displaystyle n}的最短路径。对于整数{\displaystyle 1\leq i<n}，考虑添加边{\displaystyle (i,i+1)}并令其权为一个随机的小数字（于是最短路应为1-2-...-{\displaystyle n}），同时随机添加{\displaystyle 4n}条其他的权较大的边。在这种情况下，SPFA算法的性能表现将会非常低下。
SPFA算法本质上依然被认为是Bellman-Ford算法的一个特例，因此一般认为SPFA算法的最差复杂度是{\displaystyle O(|V|\cdot |E|)}，其中{\displaystyle |V|}为点数，{\displaystyle |E|}为边数。

## 优化技巧
SPFA算法的性能很大程度上取决于用于松弛其他节点的备选节点的顺序。事实上，如果{\displaystyle Q}是一个优先队列，则这个算法将很类似于Dijkstra 算法。然而尽管这一算法中并没有用到优先队列，仍有多种可用的技巧可以用来提升队列的质量，借此能够提高平均性能（但仍无法提高最坏情况下的性能）。其中，最著名的两种技巧通过重新调整{\displaystyle Q}中元素的顺序从而使得更靠近源点的节点能够被更早地处理。因此一旦实现了这两种技巧，{\displaystyle Q}将不再是一个先进先出队列，而更像一个链表或双端队列。
距离小者优先 （Small Label First(SLF)）（由Bertsekas在Networks, 第23期, 1993, P703-P709中最先提出)。在伪代码的第十一行，将总是把{\displaystyle v}压入队列尾端修改为比较{\displaystyle d(v)} 和 {\displaystyle d{\big (}{\text{front}}(Q){\big )}}，并且在{\displaystyle d(v)}较小时将{\displaystyle v}压入队列的头端。这一技巧的伪代码如下（这部分代码插入在上面的伪代码的第十一行后）：
```
 
procedure
 Small-Label-First(
G
, 
Q
)
     
if
 d(back(
Q
)) < d(front(
Q
)) 
then

         u := pop back of 
Q

         push u into front of 
Q
```

距离大者置后 （Large Label Last(LLL)）（由Bertsekas、Guerriero、与Musmanno在JOTA, 第88期, 1996, 页297-320最先提出)。在伪代码的第十一行，我们更新队列以确保队列头端的节点的距离总小于平均，并且任何距离大于平均的节点都将被移到队列尾端。伪代码如下：
```
 
procedure
 Large-Label-Last(
G
, 
Q
)
     
x
 := average of d(
v
) for all 
v
 in 
Q

     
while
 d(front(
Q
)) > 
x

         
u
 := pop front of 
Q

         push 
u
 to back of 
Q
```

## 扩展阅读
- 夏正冬; 卜天明; 张居阳. . 《计算机科学》. 2014, 41 (6): 180–184  [2020-11-17]. （原始内容存档于2020-12-08）.